# Partido Republicano Rio-Grandense
Partido Republicano Rio-grandense (PRR) foi um partido político de motivação republicana do estado do Rio Grande do Sul, que contribuiu para a formação política do estado. Assim, dividindo Republicanos (PRR) e Federalistas do Partido Federalista do Rio Grande do Sul.

## Fundação
Foi fundado em 23 de fevereiro de 1882, apresentando-se como a alternativa política frente ao imobilismo do Partido Liberal e ao sistema político-partidário imperial elitizado, baseado no voto censitário. O partido procurou ampliar sua base de sustentação, buscando a adesão das classes médias urbanas e do colonato. O PRR se propunha a realizar um programa mais amplo e abrangente, contemplando interesses para além daqueles dos pecuaristas dominantes.
Entre seus fundadores estavam eminentes republicanos, entre eles Venâncio Aires, Júlio de Castilhos, Pinheiro Machado, Demétrio Ribeiro, Alcides Lima, Apolinário Porto Alegre, Ramiro Barcelos, Assis Brasil e João Cezimbra Jacques.
O partido recebeu e acentuou a influência positivista, caracterizando-se pela valorização da ordem social, a preocupação com a segurança do Estado e do indivíduo para a obtenção do bem público e a consciência de serem portadores de uma missão social de "regenerar a sociedade". O Estado deveria se colocar acima das classes, gerenciando conflitos, sem pertencer a nenhuma classe, grupo ou interesse. Seu grande líder intelectual era Júlio de Castilhos.
O partido definiu estratégias de atuação, tais como a realização de congressos, a criação de um periódico, A Federação, surgido em 1884,  e a elaboração de "bases do programa dos candidatos republicanos", que deveriam nortear a ação dos candidatos dentro do sistema monárquico.
De acordo com seu programa, o PRR defendia um governo republicano, federativo, presidencial e temporal, com eleição direta dos chefes dos executivos federal, estadual e municipal através do voto livre. Seu programa defendia a liberdade de pensamento e de expressão, de reunião e de associação. Na área administrativa, defendia o livre exercício da autonomia dos estados, regidos por constituições e leis próprias, e dos municípios.
Na área econômica, preconizava o desenvolvimento da agricultura, da pecuária e das indústrias rurais, um plano geral de viação como garantia de defesa do território nacional, desenvolvimento industrial do país e a facilidade das relações exteriores.
No campo social, defendiam a educação e a instrução popular com o ensino primário gratuito, o regime de oito horas de trabalho nas oficinas do estado e nas indústrias o regime de férias para os trabalhadores; a harmonia do capital e do trabalho e a defesa do índio, com demarcação de terras, e o acolhimento deste ao convívio nacional.
Apesar de minoritários, os republicanos eram extremamente ativos e puderam mobilizar, com um programa atraente e duras críticas ao sistema vigente, a atenção dos descontentes, como por exemplo alguns conservadores. Assim conseguiram a eleição de seu primeiro candidato, Joaquim Francisco de Assis Brasil, em 1885. Nas legislaturas de 1885-86 e 1887-88, Assis Brasil, acirrou suas críticas à monarquia e à centralização política existente no Brasil, comparando com a República, sinônimo de democracia, governo popular e fator de progresso.
Com a Proclamação da República o partido assumiu o controle do governo no estado, sob a liderança de Júlio Castilhos.
Na Assembléia Nacional Constituinte que se reuniu no Rio de Janeiro, em novembro de 1890, a representação gaúcha foi constituída somente de elementos republicanos, extremamente jovens, que, sob as ordens de Castilhos e uma orientação positivista, se bateram por uma concepção radical de federalismo.

## Castilhismo
Uma corrente específica formou o castilhismo, que dominou a política gaúcha ininterruptamente entre 1893 e 1937. Júlio de Castilhos, Borges de Medeiros, Carlos Barbosa, Getúlio Vargas e Flores da Cunha sucederam-se no governo do estado durante esse período. Adeptos francos do positivismo em todas as suas facetas, tinham a alcunha de chimangos — como eram chamados os governistas no Rio Grande do Sul desde o segundo reinado. Seus principais adversários foram os maragatos, do Partido Federalista do Rio Grande do Sul de Gaspar Silveira Martins, Apolinário Porto-Alegre e Joaquim Francisco de Assis Brasil (os dois últimos foram membros fundadores do PRR, de matiz liberal, que abandonaram o partido), contra os quais lutaram na Revolução Federalista e na Revolução de 1923.

## Fusão
Em 1928, funde-se com o Partido Libertador, sucessor do Partido Federalista, seu tradicional adversário no estado, formando a Frente Única Gaúcha (FUG). A aliança de conveniência, firmada sob a presidência de Getúlio Vargas sob o Rio Grande do Sul, se desfez em 1932, já com Vargas na Presidência da República. Sob a denominação de Partido Republicano Liberal do Rio Grande do Sul, serviu de apoio ao governo, até o estabelecimento do Estado Novo. O grupo de Vargas daria origem, em 1945, ao PTB.

## Partidários famosos
- Júlio Prates de Castilhos
- Venâncio Aires
- Pinheiro Machado
- Borges de Medeiros
- Carlos Barbosa Gonçalves
- Augusto Pestana
- José Montaury
- Getúlio Vargas
- José Antônio Flores da Cunha
- Osvaldo Aranha
- Joaquim Francisco de Assis Brasil
- Augusto Simões Lopes
- Marcos Alencastro de Andrade
- Pedro Luís Osório